# Alamos (cratère)
Le cratère Alamos est un cratère d'impact de 6,44 km de diamètre situé sur Mars dans le quadrangle d'Oxia Palus. Il a été nommé en référence à la ville d'Álamos (en) au Mexique.